# سیدی سلیمان (استان تسمسیلت)

سیدی سلیمان (استان تسمسیلت)

سیدی سلیمان (استان تسمسیلت) (به عربی: سيدي سليمان) یک شهرداری در الجزایر است که در استان تسمسیلت واقع شده‌است.